# Cylindre cortical
Pour les articles homonymes, voir Cortex (homonymie).
Le cylindre cortical, ou cortex, est un tissu cylindrique creux situé au centre d'une tige ou d'une racine végétale.
Formé à partir du méristème fondamental, il est constitué par les trois types de tissus fondamentaux : sclérenchyme, parenchyme et collenchyme.